# Benigánim
Benigánim è un comune spagnolo di 5 572 abitanti situato nella comunità autonoma Valenciana.